# Баку, Боте
Боте Нзузи «Ридле» Баку (нем. Bote Nzuzi Baku; 8 апреля 1998 года, Майнц, Германия) — немецкий футболист конголезского происхождения, играющий на позиции полузащитника за немецкий клуб «РБ Лейпциг».

## Карьера
Баку является воспитанником футбольного клуба «Майнц 05». С 2017 года — игрок второй команды клуба, за которую дебютировал 30 июля 2017 года в поединке Региональной лиги против «Франкфурта». 16 сентября того же года забил первый мяч в профессиональном футболе в ворота «Киккерса» из Оффенбаха.
Во второй половине сезона 2017/2018 стал привлекаться к тренировкам с основной командой. 29 апреля 2018 года полузащитник дебютировал в Бундеслиге в поединке против «РБ Лейпцига», в котором «Майнц» одержал победу со счётом 3:0. Баку вышел в стартовом составе, провёл на поле весь матч и забил последний третий мяч. В следующем своём матче, 5 мая Баку забил уже в ворота дортмундской «Боруссии», открыв счёт на 4-й минуте матча. В июне 2018 года подписал контракт до конца сезона 2021/2022.
Игрок юношеских сборных Германии. Принимал участие в чемпионате Европы 2017 года среди юношей до 19 лет. На турнире провёл две встречи.

## Персональная информация
Родители Баку переехали в Германию в 1992 году из Заира. Брат-близнец Боте, Макана, является футболистом-любителем. Старший брат Коколо занимался в молодёжной команде «Дармштадта» до 17 лет. В 2018 году Баку официально добавил в документы прозвище Ридле, полученное в честь известного в прошлом немецкого нападающего Карла-Хайнца Ридле.